# Олещинский, Владислав Яковлевич
Владислав Яковлевич Олещинский (пол. Władysław Oleszczyński; 1807, Коньсковоля, близ Люблина Австрийская империя — 11 августа 1866, Рим) — польский гравёр, скульптор и график. Один из виднейших представителей романтизма в польской скульптуре.

## Биография

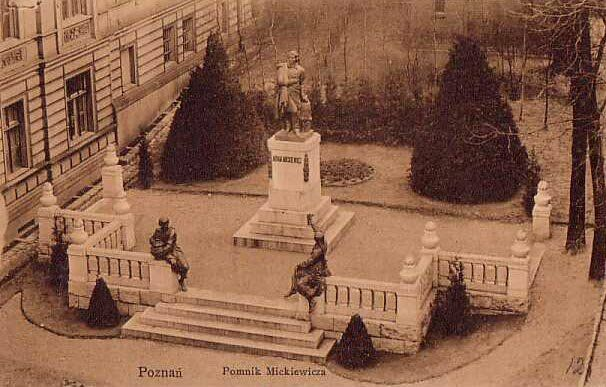
Памятник Адаму Мицкевичу (Познань), 1904 год (не сохранился).

Родился в семье мирового судьи в Красныставе. Известными художниками были два его брата — график, гравёр и портретист Антоний (1794—1879) и каллиграф, литограф, иллюстратор, художник-портретист Северин (1801—1876) Олещинские.
Учился у пиаристов в Варшаве. Обучение искусству живописи начал после окончании семинарии в 1824 г. на отделении изящных искусств Варшавского университета.
В 1825 г. обратил на себя внимание министра финансов Царства Польского князя Любецкого и тот способствовал получению им стипендии для заграничной командировки во Францию для подготовки к должности медальера и гравёра Варшавского монетного двора.
В поездке ему сопутствовал брат Антоний. В Париже он учился в парижской художественной школе (École des beaux-arts), работал под руководством скульптуров А. Л. Дантана и Давида д’Анже и скоро сделал крупные успехи как по части гравирования, так и скульптуры. В конце учёбы выполнил, между прочего, скульптуру императора Александра I и по заказу варшавского научного общества — медаль Коперника по случаю открытия памятника астроному в Варшаве.
В 1830 г. Владислав вернулся в Варшаву и работал на монетном дворе, но после польского восстания 1830—1831 г. уехал опять в Париж, где прожил 25 лет своей жизни, всецело посвятив себя скульптуре. За годы эмиграции, выполнил ряд скульптурных надгробий, в том числе, М. Мохнацкого в Осере, Л. Паца в Смирне, Ю. Немцевичу и К. Княжевичу в Париже и др.
Из лучших его ранних скульптурных работ считают Le Génie du printemps, находящуюся в Луврском музее; его же резцу принадлежит и памятник А. Мицкевича в Познани.
В 1859 г. В. Олещинский вернулся в Варшаву, где вскоре получил множество частных заказов. Задумав выполнить медальерную галерею польских писателей, он успел приготовить, между прочим, изображения Ю. Бартошевича, Ю. Крашевского, К. Войцицкого и др., которые считаются одними из лучших его работ. В 1863 г. он получил заказ — создать памятник генералу Я. Скржинецкому, начал его в Варшаве, но закончил в Италии и это была его последняя работа.
В. Олещинский умер в Риме 11 августа 1866 года.

## Галерея

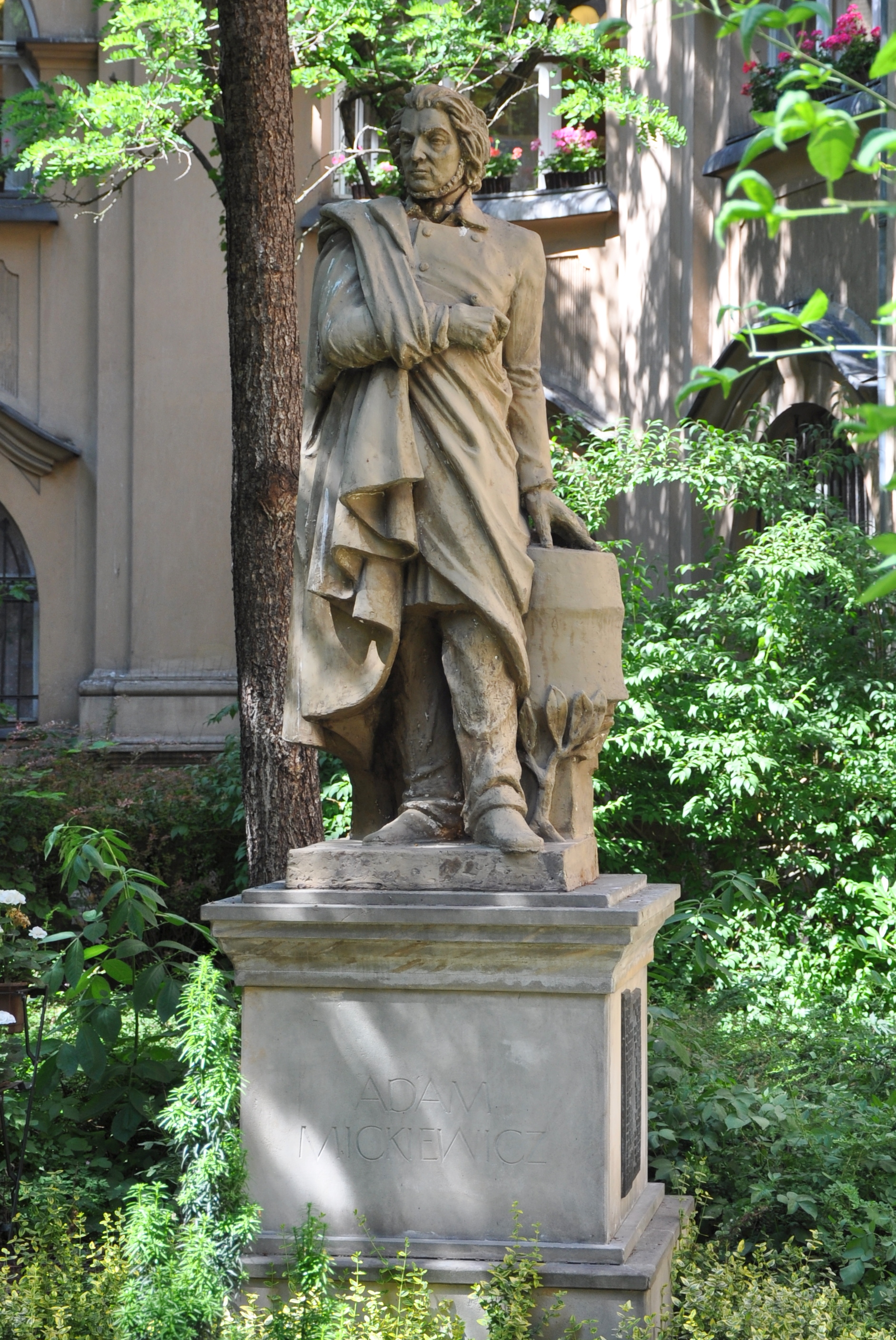
Памятник Адаму Мицкевичу в Познани. Современная копия центральной фигуры оригинального памятника.
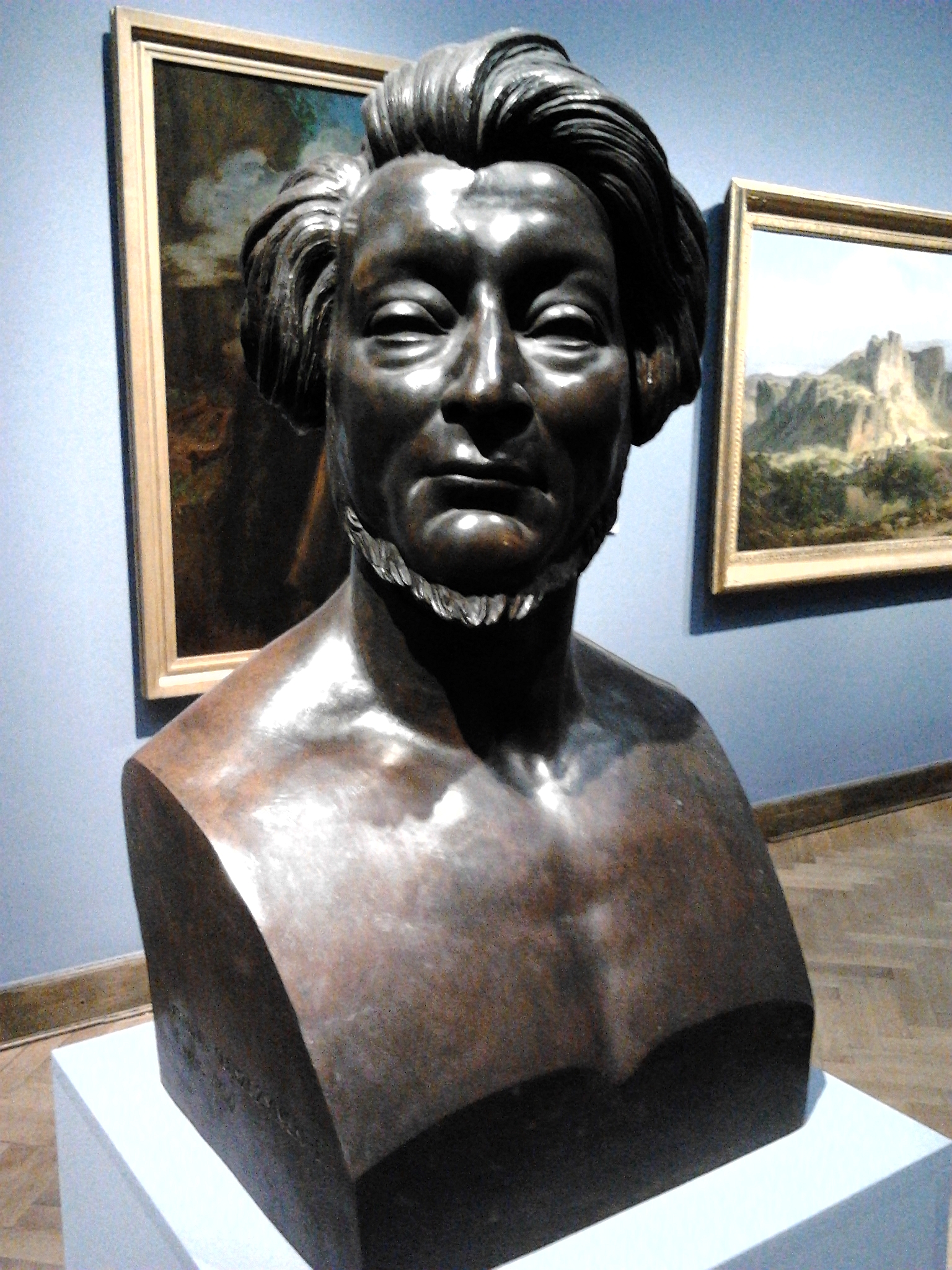
Бюст Адама Мицкевича. Национальный музей (Варшава).
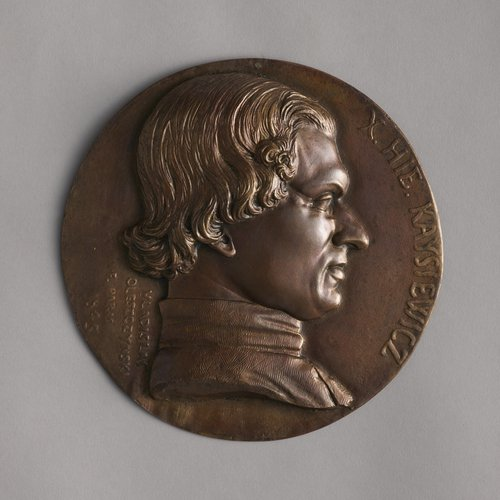
Иероним Кайсевич